# Miran

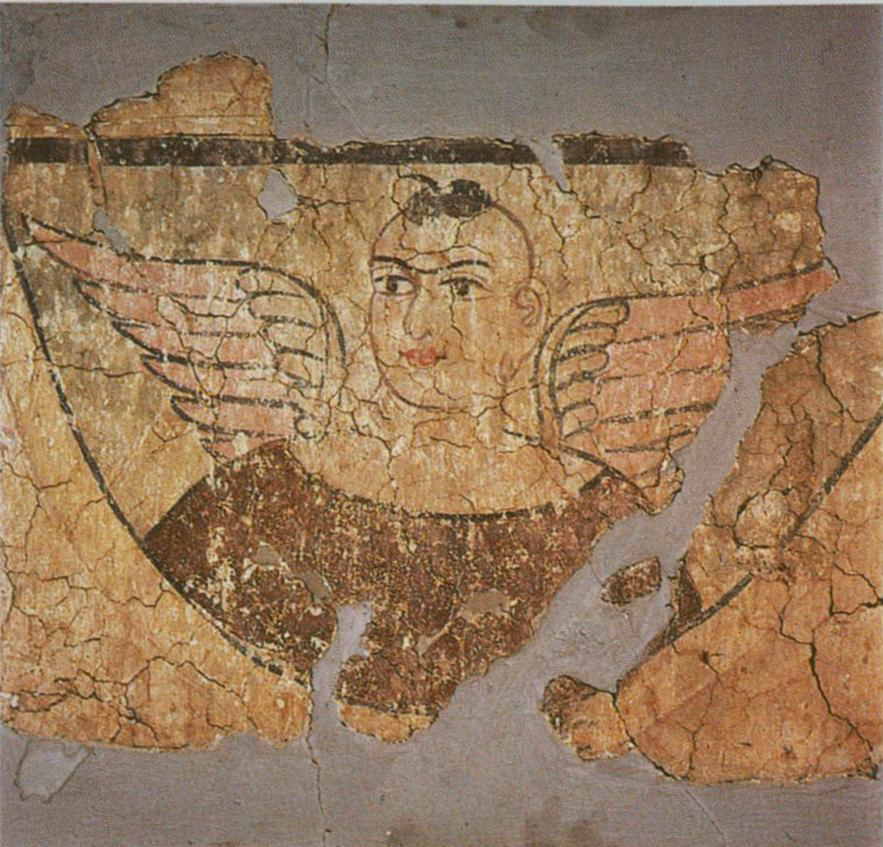
Peinture de l'ancien stūpa. Couleurs sur enduit. Miran. Élément détaché, conservé à New Delhi, Archaeological Survey of India

Miran est une ancienne ville d'oasis sur la branche de la Route de la soie qui contournait le désert du Taklamakan par le sud. Elle est située sur le bord sud du désert du Taklamakan, actuellement au Xinjiang, dans le nord-ouest de la Chine. Cette route était située au sud du Lob Nor et entre Cherchen (Qiemo) et Dunhuang. D'un autre point de vue : au moment où le désert du Lop Nor rencontre les montagnes de l'Altyn-Tagh. Il y a deux mille ans, une rivière coulait de la montagne et Miran disposait d'un système d'irrigation sophistiqué. Maintenant, la région est peu peuplée et poussiéreuse avec de mauvaises routes et un transport minimal. Les fouilles archéologiques depuis le début du XXe siècle ont révélé un vaste site monastique bouddhiste qui existait entre les IIe et Ve siècles de notre ère, ainsi que le fort de Miran, une colonie tibétaine utilisée au cours des VIIIe et IXe siècles de notre ère.

## Histoire
Dans l'Antiquité, Miran était un centre de commerce actif sur la partie sud de la Route de la Soie, après que la route se soit divisée en deux (la route du Nord et la route du Sud), car les caravanes des marchands cherchaient à éviter de traverser le désert (appelé par les Chinois "La Mer de la Mort") et le bassin du Tarim. Ils se déplaçaient sur le bord Nord ou Sud. C'était aussi un centre prospère du bouddhisme avec de nombreux monastères et stupas,,. Les bouddhistes dévots devaient effectuer une circumambulation autour des stupas circulaires qui étaient alors recouverts et dont le pilier central contenait des reliques du Bouddha.
Miran était l'une des plus petites villes de Kroraina (également connue sous le nom de Loulan), qui est tombée sous le contrôle de la dynastie Han au troisième siècle avant notre ère. Mais au second siècle de notre ère, l'Empire kouchan qui étendait son pouvoir depuis lune partie de l'Inde du Nord-ouest, sur le Gandhara et la Bactriane étendait aussi son inflence jusque sur cette Kroraina, au moment de pleine expansion du Bouddhisme dans ces régions. Après le quatrième siècle, cette plaque commerciale a perdu de son importance. Au milieu du  VIIIe siècle, Miran est redevenue une ville importante en raison de son emplacement à l'embouchure d'un passage sur l'une des routes vers le Tibet. C'est là que les forces tibétaines ont renversé l'armée chinoise qui s'est retirée pour faire face aux rebelles en Chine centrale. Les Tibétains sont restés là, en utilisant l'ancien système d'irrigation, jusqu'à ce que l'Empire tibétain ait perdu ses territoires en Asie centrale vers le milieu du neuvième siècle.

## Le site archéologique
Les ruines de Miran se composent d'un grand fort rectangulaire, d'un monastère («le Vihara» dans les écrits de Aurel Stein), de plusieurs stupas et de nombreuses constructions de briques séchées au soleil, situées relativement près de l'ancienne route caravanière de Dunhuang, orientée Ouest - Est. Les nombreux artefacts trouvés à Miran démontrent les liens commerciaux et culturels étendus que ces villes anciennes ont eu avec des régions aussi éloignées que la Méditerranée. Les témoins archéologiques de Miran montrent l'influence du bouddhisme sur le travail artistique dès le premier siècle avant l'ère commune. Les premières sculptures bouddhistes et les peintures murales découvertes sur le site montrent des similitudes stylistiques avec les traditions de l'Asie centrale et de l'Inde du Nord et d'autres aspects artistiques des peintures trouvées suggèrent que Miran avait un lien plus ou moins direct avec Rome ou ses provinces, comme on le trouve aussi dans l'art du Gandhara (aussi dénommé Art gréco-bouddhique par certains auteurs) correspondant à l'époque de l'expansion du bouddhisme sous l'Empire kouchan précisément avec la construction des principaux édifices bouddhiques de Miran. Ce style romanisé (?) des fresques est censé être le travail d'un peintre bouddhiste connu sous le nom de Tita - faut-il, pour autant, lire "Titus" ? Plusieurs objets ont été trouvés sur le site de Miran, y compris des arcs et des flèches.